# Ligne du Coteau à Montchanin
La ligne du Coteau à Montchanin est une ligne de chemin de fer française qui relie les gares du Coteau, près de Roanne, et de Montchanin, via Paray-le-Monial.
La section reliant Le Coteau à Paray-le-Monial, fermée à tout trafic depuis 2005, est aujourd'hui déclassée (ou fermée administrativement selon le tronçon) en totalité.
Elle constitue la ligne no 769 000 du réseau ferré national.

## Histoire

### Origine
À la suite de la déconfiture financière de la Compagnie du chemin de fer Grand-Central de France, son démantèlement est organisé en 1857 au profit de la Compagnie du chemin de fer de Paris à Orléans et de la constitution de la Compagnie des chemins de fer de Paris à Lyon et à la Méditerranée.
Cette dernière compagnie se voit octroyer, entre autres, la concession à titre définitif d'une ligne « de Nevers et de Moulins à la ligne de Dijon à Chalon, en un point à déterminer de Chalon à Chagny » (le tronçon de Paray-le-Monial à Montchanin fait partie de la liaison de Moulins à Chagny) lors de sa création par la convention signée le 11 avril 1857 entre le ministre des Travaux publics et les Compagnies du chemin de fer de Paris à Lyon et du chemin de fer de Lyon à la Méditerranée. 
Cette convention est approuvée par décret le 19 juin 1857.
La section entre Roanne et Paray-le-Monial est concédée à titre définitif à la Compagnie des chemins de fer de Paris à Lyon et à la Méditerranée (PLM) par une convention entre le ministre des Travaux publics et la compagnie signée le 3 juillet 1875.
Cette convention a été approuvée à la même date par une loi qui déclare simultanément la ligne d'utilité publique.

### Ouvertures
La section reliant Montceau-les-Mines à Montchanin est ouverte le 21 septembre 1861, tandis que la section reliant Paray-le-Monial à Montceau-les-Mines ouvre le 16 septembre 1867.
Enfin, la section reliant Le Coteau à Paray-le-Monial ouvre le 1er juin 1882.
La section reliant Paray-le-Monial à Montchanin est mise à double voie entre 1883 et 1884.

### Fermetures
La section reliant Le Coteau à Paray-le-Monial ferme intégralement au service voyageurs le 20 mai 1940.
Elle fermera au trafic marchandises en plusieurs étapes : le tronçon reliant Pouilly-sous-Charlieu à Iguerande est le premier à fermer, le 15 octobre 1954, puis le tronçon reliant Iguerande à Paray-le-Monial ferme le 24 mai 1990. Le tronçon reliant Le Coteau à Pouilly-sous-Charlieu ferme quant à lui en mai 2005.

### Déclassement
Le 20 septembre 1995, la SNCF déclasse par décret le tronçon reliant Pouilly-sous-Charlieu à Paray-le-Monial (du pK 18,733 au pK 58,515).
Les voies de cette section seront progressivement déposées à partir de l'hiver 1996, et jusqu'en 1997.
Enfin, le 6 juin 2013, RFF prononce la fermeture administrative du tronçon reliant Le Coteau à Pouilly-sous-Charlieu.

### Voie verte
La ligne a été reconvertie en voie verte sur une quarantaine de kilomètres, entre Pouilly-sous-Charlieu et Saint-Yan.
Cette voie verte longe la Loire ainsi que le canal de Roanne à Digoin ; elle permet de « remonter le cours de la Loire » depuis Paray-le-Monial et la véloroute EuroVelo 6. La véloroute continue au sud vers Roanne via la rive opposée de la Loire et Briennon. Cette véloroute, portion de la « Véloire », a été inaugurée le 23 juin 2018 et a nécessité la réhabilitation du pont sur le Sornin à la sortie nord de Pouilly-sous-Charlieu.

## Caractéristiques

### Tracé

#### Section fermée
La ligne démarre au point kilométrique (pK) 0, au niveau de la gare du Coteau, près de Roanne, où se trouve un point de bifurcation avec la ligne de Moret - Veneux-les-Sablons à Lyon Perrache ainsi qu'avec la ligne du Coteau à Saint-Germain-au-Mont-d'Or.
La ligne dessert ensuite la gare de Vougy, puis celle de Pouilly-sous-Charlieu où elle croise la ligne de Pouilly-sous-Charlieu à Clermain.
La ligne rejoint ensuite la gare de Paray-le-Monial en desservant les gares d'Iguerande, de Marcigny, de Montceaux - Vindecy et de Saint-Yan.

#### Section en service
C'est à Paray-le-Monial que commence la section encore en service aujourd'hui.
Tout d'abord, la ligne rencontre une bifurcation avec la ligne de Moulins à Mâcon (uniquement exploitée dans le sens Paray-le-Monial - Moulins, la section de Paray-le-Monial à Mâcon étant aujourd'hui fermée), ainsi qu'avec la ligne de Paray-le-Monial à Givors-Canal.
Plus loin, elle desservait les gares de La Gravoine (fermée aujourd'hui), Palinges (fermée aujourd'hui), Génelard, Ciry-le-Noble, Galuzot, Montceau-les-Mines, Blanzy, Blanzy-Poste (fermée aujourd'hui) et enfin Montchanin (au pK 133,274),où elle rejoint la ligne de Nevers à Chagny et la ligne d'Étiveau à Montchanin (aujourd'hui déposée).

### Infrastructure
La ligne est constituée d'une double voie (voie unique entre Le Coteau et Paray-le-Monial) à écartement normal et non électrifiée.

## Exploitation
Seule la section de Paray-le-Monial à Montchanin reste exploitée, et est ouverte au service voyageurs comme au service marchandises.

### Service voyageurs
Voici la fréquence des trains au 2 novembre 2024 :
- Du lundi au vendredi, 11 allers-retour entre Paray-le-Monial et Montchanin (dont 1 inclus sur l'aller-retour Clermont-Ferrand--Dijon)
- Le samedi, 6 allers de Paray à Montchanin, 6 allers de Montchanin à Paray (dont 1 inclus avec le train Dijon-Clermont)
- Le dimanche, 6 allers de Paray à Montchanin (dont 1 avec le train Clermont-Dijon), 6 allers de Montchanin à Paray.